# Ferruccio Hellmann
Ferruccio Hellmann (Lovolo di Albettone, 24 maggio 1899 – Padova, 22 dicembre 1979) è stato un ingegnere e dirigente sportivo italiano, presidente del Calcio Padova dal 1931 al 1934.

## Biografia
Ingegnere, è il presidente della risalita nella massima serie 1931-1932 conquistata grazie anche ad illuminati acquisti come Annibale Frossi, Alfredo Foni e Mario Perazzolo. Nella sua prima stagione in Serie A mantiene l'ossatura vincente dell'annata precedente e ottiene un onorevole quattordicesimo posto, trovando la salvezza nelle ultime giornate. Nell'anno successivo incappa invece in una bruciante retrocessione, la seconda della storia biancoscudata. Fatali le ultime giornate di campionato, con il Padova incapace di battere in casa Genoa e Fiorentina.
Fu anche l'artefice della creazione della sezione rugby, la Associazione Fascista Calcio Padova Rugby, attiva dal 1933 al 1946 e partecipante a 5 campionati di massima divisione.

## Fonti
- Biancoscudo, cent'anni di Calcio Padova, a cura di Massimo Candotti e Carlo Della Mea (contributi di Paolo Donà, Gabriele Fusar Poli, Andrea Pistore, Marco Lorenzi e Massimo Zilio), EditVallardi 2009.